# Cusano Milanino
Cusano Milanino is een gemeente in de Italiaanse metropolitane stad Milaan (regio Lombardije) en telt 19.520 inwoners (31-12-2004). De oppervlakte bedraagt 3,1 km², de bevolkingsdichtheid is 6431 inwoners per km².

## Demografie
Cusano Milanino telt ongeveer 8333 huishoudens. Het aantal inwoners daalde in de periode 1991-2001 met 7,1% volgens cijfers uit de tienjaarlijkse volkstellingen van ISTAT.
| Jaar | Inwoneraantal |
| ---- | ------------- |
| 1991 | 21.357        |
| 2001 | 19.850        |

## Geografie
Cusano Milanino grenst aan de volgende gemeenten: Paderno Dugnano, Cinisello Balsamo, Cormano, Bresso.

## Geboren
- Giovanni Trapattoni (1939), voetballer en coach